# Alberto Mielgo
Albert Mielgo (* 29. April 1979 in Madrid) ist ein spanischer Filmregisseur und Animator.

## Leben
Alberto Mielgo wuchs in Spanien auf. Seine aktive Karriere als Animator begann 2001 mit dem deutschen Zeichentrickfilm Die Abrafaxe – Unter schwarzer Flagge. Es folgten diverse kleinere Arbeiten, unter anderem als Animator für Stardust Pictures bei Sinbad – Der Herr der sieben Meere (2003), als Animator des Spinnenauges bei Till Eulenspiegel (2003), als Storyboard Artist bei Corpse Bride – Hochzeit mit einer Leiche (2005) und als ART Director bei der Fernsehserie TRON: Der Aufstand (2012).
Für seine Arbeit an Tron: Der Aufstand erhielt er 2013 seinen ersten Emmy für das Outstanding Individual Achievement In Animation. Außerdem erhielt er einen Annie Award. 2019 drehte er die Episode The Witness für die Netflix-Serie Love, Death & Robots. Dabei handelte es sich um sein Regiedebüt. Für diese erhielt er zwei Emmys und einen Annie.
2021 drehte er den Animations-Kurzfilm The Windshield Wiper, der bei der Oscarverleihung 2022 als Bester animierter Kurzfilm nominiert ist.
2022 führte er erneut bei der letzten Folge Jibaro der Netflix-Serie Love, Death & Robots Regie und schrieb das Drehbuch. Im selben Jahr wurde er in die Academy of Motion Picture Arts and Sciences (AMPAS) berufen, die alljährlich die Oscars vergibt.

## Filmografie

### Regie
- 2019: Love, Death & Robots (Fernsehserie, Folge The Witness)
- 2021: The Windshield Wiper (Kurzfilm)
- 2022: Love, Death & Robots (Fernsehserie, Folge Jibaro)

### Animator
- 2001: Die Abrafaxe – Unter schwarzer Flagge
- 2002: Dragon Hill. La colina del dragón
- 2003: El Cid  – Die Legende (El Cid: La leyenda)
- 2003: Sinbad – Der Herr der sieben Meere (Sinbad: Legend of the Seven Seas)
- 2003: Till Eulenspiegel
- 2012–2013: TRON: Der Aufstand (TRON: Uprising, Fernsehserie, 18 Folgen) (auch: Artdirector)

### Art Department
- 2005: Corpse Bride – Hochzeit mit einer Leiche (Corpse Bride) (Storyboard Artist)
- 2018: Spider-Man: A New Universe (Spider-Man: Into the Spider-Verse) (Visueller Berater)

### Drehbuch
- 2019–2022: Love, Death & Robots (Fernsehserie, 2 Folgen)